# DCTN6
DCTN6 (англ. Dynactin subunit 6) – білок, який кодується однойменним геном, розташованим у людей на 8-й хромосомі. Довжина поліпептидного ланцюга білка становить 190 амінокислот, а молекулярна маса — 20 747.
| 10         |  | 20         |  | 30         |  | 40         |  | 50         |
| ---------- |  | ---------- |  | ---------- |  | ---------- |  | ---------- |
| MAEKTQKSVK |  | IAPGAVVCVE |  | SEIRGDVTIG |  | PRTVIHPKAR |  | IIAEAGPIVI |
| GEGNLIEEQA |  | LIINAYPDNI |  | TPDTEDPEPK |  | PMIIGTNNVF |  | EVGCYSQAMK |
| MGDNNVIESK |  | AYVGRNVILT |  | SGCIIGACCN |  | LNTFEVIPEN |  | TVIYGADCLR |
| RVQTERPQPQ |  | TLQLDFLMKI |  | LPNYHHLKKT |  | MKGSSTPVKN |  |            |

A: Аланін

C: Цистеїн

D: Аспарагінова кислота

E: Глутамінова кислота

F: Фенілаланін

G: Гліцин

H: Гістидин

I: Ізолейцин

K: Лізин

L: Лейцин

M: Метіонін

N: Аспарагін

P: Пролін

Q: Глутамін

R: Аргінін

S: Серин

T: Треонін

V: Валін

Кодований геном білок за функцією належить до фосфопротеїнів. 
Локалізований у цитоплазмі, цитоскелеті, хромосомах, центромерах, кінетохорі.